# Kingsland (Georgia)
Kingsland è una città degli Stati Uniti d'America, situata nello Stato della Georgia e in particolare nella contea di Camden.